# Naczynie (botanika)

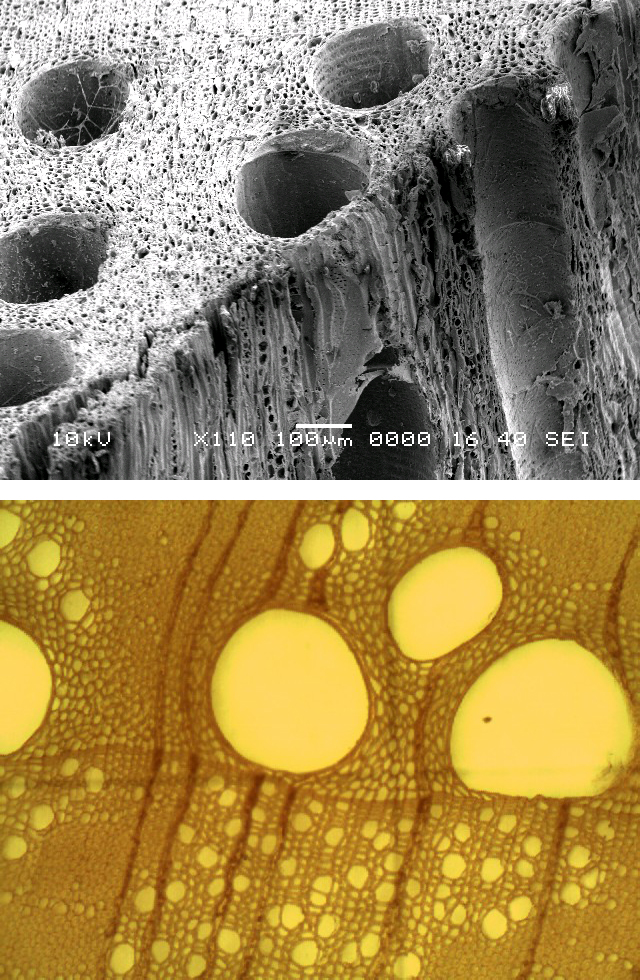
Obraz naczyń spod mikroskopu skaningowego

Naczynie (trachej) – element drewna składający się z ułożonych w szereg martwych komórek – tzw. członów naczyń.

## Budowa i funkcje
W komórkach tworzących naczynia zanikły poprzeczne ściany komórkowe oraz nastąpiło obumarcie protoplastu. Ścianki końcowe członów naczyń nazywane są płytkami. Jeśli w ściance końcowej występuje tylko jeden otwór jest to płytka o perforacji prostej, jeśli otworów jest więcej – płytka o perforacji złożonej. Ze względu na kształt i ułożenie otworów wyróżniane są płytki o perforacji złożonej: drabinkowe o otworach ułożonych jeden nad drugim, siatkowe o dużej ilości otworów tworzących siatkę i eferoidalne  z grupą otworów kolistych. W regularnych odstępach rurki naczyniowe przedzielane są nieprzedziurawioną ścianą poprzeczną stanowiącą granicę pomiędzy kolejnymi naczyniami. Długość pojedynczego naczynia jest różna u poszczególnych gatunków roślin, najczęściej wynosi około 5 cm. W miejscu gdzie stykają się dwa naczynia występują również perforacje w ścianie bocznej. Kapilarny charakter naczyń umożliwia wydajny transport wody i soli mineralnych od korzenia w kierunku liści rośliny bez nakładów energetycznych. Ściany naczyń niektórych roślin wzmacniane są przez spiralne zgrubienia odkładane na ściankach wtórnych. Zgrubienia mogą mieć także kształt obrączkowy w protoksylemie, bądź siatkowaty i jamkowaty w metaksylemie.

## Ewolucja
Naczynia są tworem ewolucyjnie młodszym niż cewki, z których powstały. W związku z tym spotykane są głównie u roślin okrytonasiennych (z wyjątkiem magnoliowych). U ewolucyjnie starszych roślin drzewiastych dwuliściennych rurki naczyniowe mają ścianki końcowe ustawione skośnie z wieloma otworami lub jednym powstającym wskutek połączenia kilku otworów. U zielnych roślin dwuliściennych oraz w grupie roślin jednoliściennych ścianki końcowe ustawione są prostopadle do osi rurki i mają tylko jeden duży otwór. Naczynia wykształciły się niezależnie u roślin dwuliściennych, jednoliściennych, Gnetales, paproci i widłaków.